# OneMic
Gli OneMic sono un gruppo musicale hip hop italiano di Torino, formato nel 1999 dagli MC Rayden, Raige e Ensi.
Il nome del gruppo è un'abbreviazione di One Microphone, atto a simboleggiare il fatto di essere tre rapper uniti da uno stesso microfono e l'ideale di portare avanti uno stile musicale comune.

## Storia del gruppo

### Primi anni,Sotto la cintura(1999-2005)
Il gruppo iniziò la propria attività nel 1999, partecipando a collaborazioni varie nei più disparati progetti. Nel 2003, i tre MC firmarono un contratto con l'etichetta discografica indipendente Dynamite Soul Records di DJ Taglierino & DJ Walterix, con la quale realizzano il disco promozionale Promo-CD OneMic, distribuito nel gennaio 2004 e con il quale i tre rapper si guadagnano le attenzioni della scena hip hop nazionale. Il promo conteneva quattro brani prodotte da Rayden: OneMic, Chi paga, Delle volte e T.N.T.
Giovati dall'interesse che li avvolge, dopo aver abbandonato la Dynamite Soul Records, nell'aprile del 2004 iniziarono a lavorare su un album in studio, firmando per La Suite Records. Nel gennaio 2005 uscì l'album di debutto Sotto la cintura, a cui lavorarono alle produzioni anche Mastafive e Rayden, e costituito da collaborazioni con Principe, Yoshi, Jake La Furia e Mistaman. Le basi delle canzoni sono affidate a Tsura, Ronin e Rubo. Nel corso del 2005, Ensi vinse l'edizione annuale del 2theBeat, mentre l'anno successivo giunse alla finale del sopracitato concorso, venendo sconfitto da Clementino.

### Collaborazioni e progetti solisti (2006-2010)
Dopo il grande successo ottenuto con l'album Sotto la cintura, gli OneMic si preparano a decollare con progetti da solisti. Primo dei tre, Raige, che nel 2006 fa uscire l'album Tora-Ki, interamente cantato da lui su strumentali del produttore trevigiano Zonta, con due partecipazioni di Ensi e una di Rayden. A fine gennaio 2007 vede la luce il disco da solista di Rayden, C.A.L.M.A., anch'esso condito da toni fortemente malinconici e crepuscolari. Le collaborazioni sono con gli altri due rapper del gruppo (Ensi e Raige) e con i milanesi Jack the Smoker e Fat Fat Corfunk; nel disco è presente anche il primo pezzo registrato in studio di Lil' Flow, fratello minore di Ensi e Raige, che partecipa al disco a soli 12 anni. Alcune produzioni sono opera dello stesso Rayden, mentre alcune sono affidate a CubaClub, Zonta e Fat Fat Corfunk.
Il 12 aprile 2008 Ensi pubblica il primo album solista, intitolato Vendetta. Il suo flow risulta molto diverso da quello degli altri OneMic, il suo stile è molto più aggressivo e ispirato a quello di Fat Joe. All'album collaborano alle parti vocali i rapper Raige, Rayden, Little Flow, Killa Soul e artisti di tutta la penisola, mentre dal lato della produzione hanno partecipato Rayden, DJ Shocca, CubaClub e Big Fish.
A marzo 2009 è invece la volta del secondo album di Raige, intitolato Zer06 - Zer08, a cui hanno collaborato (oltre a Ensi e Rayden) anche Tormento e Gloria. Le produzioni sono affidate a vai produttori, tra cui Rayden, Roofio, e DJ Squarta. Sempre nel 2009, Ensi pubblica l'EP Donercore EP, prodotto da Big Fish e da DJ Nais. Verso fine 2009, Rayden pubblica il suo secondo lavoro da solista In ogni dove, a cui hanno collaborato artisti come Ensi, Raige, Tormento, Principe e Jack the Smoker. La maggior parte delle basi sono prodotte dallo stesso Rayden.
Il 2010 segna il ritorno di Raige con Zero9, reso disponibile per il download gratuito su Hano.it. A fine aprile 2010, Ensi pubblica il secondo EP, intitolato Equilibrio, a cui hanno collaborato, tra i tanti, Raige, Two Fingerz, Entics, Vacca, Zuli, Clementino e Kiave. A fine maggio esce una compilation di musica hip hop da parte di Beatbox, programma radiofonico di m2o. Tra i collaboratori, ci sono anche gli OneMic con il pezzo Con o senza cash.

### Commercialee nuovi progetti solisti (2011-2014)
Nel marzo 2011, il trio si riunisce per dare vita al secondo album in studio, intitolato Commerciale; l'8 novembre pubblicano invece l'EP Cane di paglia EP, costituito da cinque tracce e prodotto da Rayden, Big Fish e Big Joe.
Il 2 maggio 2012 esce il terzo album da solista di Raige intitolato Addio, il quale ha visto le partecipazioni di Ensi, Rayden, Salmo ed Enigma. Il 22 maggio è stato pubblicato il terzo album solista di Rayden, intitolato L'uomo senza qualità.
Ensi vince anche il contest di freestyle di MTV, MTV Spit. Successivamente pubblica diversi video di freestyle su YouTube nei quali rappa su varie basi e chiama questa serie di video Freestyle Roulette. Nel 2012 Ensi, dopo aver firmato per la Tanta Roba (etichetta di Gué Pequeno e DJ Harsh) pubblica il mixtape Freestyle Roulette Mixtape, a cui ha fatto seguito l'album in studio Era tutto un sogno.
Nel corso del 2014 i tre membri del gruppo hanno pubblicato nuovi album solisti. Il primo è stato Rayden, il quale ha pubblicato Raydeneide il 28 gennaio attraverso la Tempi Duri Records. Il 20 maggio viene pubblicato Buongiorno L.A. di Raige, distribuito dalla Warner Music Italy e anticipato dai singoli Fuori dal Paradiso e Ulisse. Il 2 settembre è stato pubblicato dalla Atlantic Records Rock Steady, terzo album solista di Ensi.

## Formazione
- Ensi – voce (1999–presente)
- Raige – voce (1999–presente)
- Rayden – campionatore, voce (1999–presente)

## Discografia

### Album in studio
- 2005 – Sotto la cintura
- 2011 – Commerciale

### Extended play
- 2011 – Cane di paglia EP

### Collaborazioni
- 2004 – Fat Fat Corfunk & DJ Nessinfamous feat. OneMic - Inedito (da Vinyl in the Mix Vol. 1)
- 2004 – DJ Double S feat. Principe e OneMic - Prìncipi e princìpi (Street Version) (da Db Hip Hop Magazine - Sampler 02)
- 2004 – Claudio feat. Le Iene e OneMic - Italia-Germania (da OG Allstarz - King Ov Kingz Recorz)
- 2005 – Mastafive feat. OneMic - Notte Jazz (da Dammi un beat)
- 2005 – Principe feat. OneMic - Quando (da Credo)
- 2005 – Principe feat. Duplici, Libo, OneMic e DJ Double S - Prìncipi e princìpi (da Credo)
- 2005 – Malva e DJ Rex feat. OneMic - Torino fa rumore (da MakeNoize!)
- 2005 – DJ Koma feat. OneMic - Black City (Torino Specially Version) (da Una mole di MC's)
- 2005 – Fat Fat Corfunk & DJ Nessinfamous feat. OneMic - Soldiers Survivors (da Realtà, stile e conoscenza)
- 2006 – Bassi Maestro feat. OneMic - Tu smetti (da V.E.L.M. (Vivi e lascia morire))
- 2006 – Clementino feat. OneMic e Malva - Fantasy 3666 (da Napolimanicomio)
- 2006 – Tormento feat. OneMic e Prince Melody - Volo (da Il mio diario)
- 2006 – Inoki feat. OneMic - Bolo by Night Remix (da The Newkingztape Vol. 1)
- 2006 – DJ Fede feat. OneMic - Cuba (da Rock the Beatz)
- 2006 – The Lickerz feat. OneMic e Tony Mancino - Qui si è perso qualcosa (da Paroleliquide Da No One City)
- 2006 – The Lickerz feat. OneMic - TO Pt.2 (da Paroleliquide Da No One City)
- 2007 – DJ Don Stefanuccio feat. OneMic - Polvere (da Dolce veleno Mixtape)
- 2007 – Metro Stars feat. OneMic - I Love It (da Metrotape Vol. 1)
- 2008 – Principe feat. OneMic - È tutto falso (da R-Esistenza)